# 郭淮
郭淮（2世紀—255年2月23日），字伯濟，太原陽曲人，三国时代曹魏重要將領，曾经多次与陳泰一起抵抗姜維的進攻。255年去世，死後魏少帝曹髦追封他为大將軍，諡曰貞侯。

## 生平
郭淮之祖父郭全曾任大司農，父親郭縕曾任雁門太守。建安中期郭淮舉孝廉，為平原府丞。曹丕為五官中郎將時，召郭淮署為門下賊曹，後轉為丞相兵曹議令史。

### 重整軍勢
215年，郭淮隨曹操征討漢中。曹操回軍後，留夏侯淵守漢中，而郭淮為夏侯淵的司馬。
218年，劉備進攻漢中。次年正月，劉備軍的將領黃忠在定軍山擊敗並斬殺大將夏侯淵，曹軍大敗，退守陽平關東。郭淮因病，未參加此戰。夏侯淵戰死後，郭淮收集夏侯淵殘兵，曹軍無主，三軍慌亂。郭淮和杜襲收斂散卒，推舉張郃為主帥，皆已漸漸穩得局面，並協助他成功據守漢水，劉備退回。不久，曹操讓張郃假節，以郭淮為張郃司馬。

### 鎮壓叛亂
220年，曹丕即王位，賜郭淮關內侯，轉為鎮西長史。又行征羌護軍，與護左將軍張郃、冠軍將軍楊秋討山賊鄭甘、盧水叛胡等，皆平之。至此關中平定，百姓得以安居樂業。同年10月，曹丕稱帝，群臣進京祝賀，郭淮因病遲到，但因巧妙的回答未受責罰。曹丕升郭淮為雍州刺史，封射陽亭侯。其後幾年，郭淮多次鎮壓羌族叛亂，威鎮邊疆。

### 街亭之戰
228年，蜀漢軍第一次北伐，郭淮急守上邽，諸葛亮派馬謖守街亭、高翔守柳城。張郃率軍攻打街亭，郭淮則率軍裝作攻擊的形式，屯兵柳城，為了牽制敵軍，最后在街亭之戰取得勝利。隨後郭淮又在枹罕破羌人唐氾，加建威將軍。

### 禦蜀屏障
229年，漢軍第三次北伐，漢將陳式進攻武都、陰平二郡。郭淮率兵救援，在建威遭到諸葛亮主力的阻擊，被迫退走。漢軍遂攻佔武都、陰平二郡。231年，漢軍第四次北伐，郭淮奉命隨司馬懿防禦漢軍。當時隴右缺糧，郭淮招撫羌人，恩威並施，調集糧草，遂解軍糧之急，轉為揚武將軍。234年，漢軍第五次北伐，郭淮隨司馬懿渡渭水據守，先後提出搶佔北原，備守陽遂的建議，因此成功防禦蜀軍。

### 方策精詳
240年，漢將姜維出隴西，郭淮成功防守，之後多次平定少數民族叛亂，升為左將軍。後又轉拜前將軍，仍為雍州刺史。
244年，曹爽、夏侯玄等伐蜀，郭淮為前鋒。郭淮分析形勢不利，及時撤軍，才不至大敗。回軍後，郭淮假節。247年，雍、涼等地的羌胡族人背魏降蜀，蜀將姜維率兵出隴右接應，留廖化於成重山築城。郭淮、夏侯霸與姜維交戰於洮西。郭淮打算分兵進攻渢中，諸將認為姜維西聯羌、胡族人，廖化防守天險，分兵相對，兵力會轉弱，進不能制衡姜維，退不能拔掉廖化的天險，計不可行，不如合兵攻取西邊，令胡、蜀來不及交接，破其交接之兵。郭淮説：“如今攻取廖化，可出其不意，姜維一定擔心後方受到襲擊。姜維會竭盡救援，這樣廖化會被平定，而且這樣可使姜維疲憊趕至。姜維不接應胡人，胡人不見姜維接應便會撤退，這是一舉兩得之策。”郭淮打算利用夏侯霸作為姜維攻擊的對象，姜維果真進攻夏侯霸於為翅。郭淮率軍進攻廖化，姜維知道後趕至救援廖化，正如郭淮所料的計策，再從渢中轉向南解救夏侯霸，姜維見狀便撤退，部分投降的羌胡部落入漢境，未遷走者皆為郭淮擊平。

### 曲城之戰
249年，郭淮升為征西將軍，都督雍、涼兩州軍事。同年，姜維進攻雍州；靠近曲山築城，牽制魏軍，并派句安、李歆駐防，羌胡人聯合發動進攻附近的地方。郭淮被指派和雍州刺史陳泰統領萬人去抵擋，郭淮聽從陳泰的計謀。郭淮命陳泰率領討蜀護軍徐質、南安太守鄧艾圍曲城，切斷運糧通道和城外水源。句安等來挑戰，將士困窘，分糧食月。姜維領兵救援，進至牛頭山，與陳泰相持。陳泰兵部隊堅守不要出戰，自己南渡白水，靠水東行，使得郭淮率兵進至牛頭山，合兵一起打算切斷姜維退路，姜維察覺，撤退出牛頭山。郭淮進軍到洮水，在與蜀軍交戰中擊敗廖化，俘虜蜀將句安。鄧艾建議讓他屯兵白水北岸，姜維自己率兵進攻洮水，并派廖化到白水南岸牽制鄧艾，鄧艾查破廖化破綻；晚上成功襲取洮城，姜維懼怕便撤退，句安、李歆等人孤立無援，最后獻城投降。
250年五月，郭淮因前功升為車騎將軍，儀同三司，持節、都督如故，並進封陽曲侯，食邑共2780戶，分出300戶，封其一子亭侯。
正元二年正月癸未日（255年2月23日），郭淮去世，被追贈為大將軍，諡貞侯，兒子郭統繼嗣。郭统死后，子郭正继嗣。

## 逸聞

### 情義救妻
根據《世说新語》記載，郭淮之妻王氏是揚州都督司空王凌之妹。嘉平三年(251年)王凌謀反失敗後，被司馬懿下令夷族，王氏亦被牽連。郭淮原本已經默默接受這樣的安排，但是王氏離開雍州前五個孩子哀痛至極，苦苦哀求郭淮救母一命，叩頭至血流滿面。郭淮不忍，於是上表請求司馬懿法外開恩。司馬懿考慮許久之後，同意了特赦。

### 與寒貧事
郭淮任車騎將軍時，曾想幫石德林，問其想要的東西，石氏不答，由於家境考慮，郭淮“取其脯一朐、糒一升而止”。

## 評價
- 陳壽：「郭淮方策精詳，垂問秦、雍。」
- 曹芳：「昔漢川之役，幾至傾覆。淮臨危濟難，功書王府。在關右三十餘年，外征寇虜，內綏民夷。比歲以來，摧破廖化，禽虜句安，功績顯著，朕甚嘉之。」
- 拓跋宏：「先贤后哲，顿在一门。」
- 郭祚：「昔臣先人以通儒英博，唯事魏文。」
- 洪邁：「張遼走孫權于合肥，郭淮拒蜀軍于陽平，徐晃卻關羽于樊，皆以少制眾，分方面憂。」

## 家庭

### 祖輩
- 祖父郭全，东汉大司農[4]
- 父親郭縕，东汉雁門太守

### 夫人
- 太原王氏，王淩之妹

### 弟弟
- 郭配，字仲南，城阳太守[5]
- 郭镇，字季南，谒者仆射[6]
- 郭亮，北魏侍中、金紫光祿大夫、并州大中正、尚书右仆射、东光文贞公郭祚的七世祖

### 子孙
- 郭統，魏荆州刺史，袭阳曲侯[7]
- 郭正，袭阳曲侯，后改封汾阳子

### 侄辈
- 郭展，字泰舒，郭配子，西晋太仆
- 郭豫，字泰寧，郭展弟，相国参军
- 郭槐，郭配之女，贾充夫人，晋惠帝皇后贾南风之母
- 郭氏，郭配之女，裴秀妻
- 郭奕，字泰業，西晋雍州刺史、尚书、平陵简男。於《晋书·列传十五》有傳

## 藝術形象

### 三國演義
演義中的郭淮在第七十回「猛張飛智取瓦口隘，老黃忠計奪天盪山」初次登場，勸說曹洪不要將敗於張飛的張郃處死，使其攻打葭萌關；夏侯淵戰死於定軍山後，又推舉張郃為主將，收拾殘局。第九十三回时，由曹真推举为副将，此后屡次与汉军交战。诸葛亮死后，姜维率领北伐军与司马昭交战，将司马昭围困于铁笼山上，并约羌王派兵相助。郭淮先击败羌王，继而和司马昭里应外合，大胜姜维。郭淮追杀没枪、有弓却无箭的姜维，以弓箭射向姜维，却被其躲过接住箭，反被姜維射擊致命。

### 影视
- 1994年電視劇《三國演義》：常玉平、孙启成飾演
- 2010年電視劇《三國》：張歉飾演
- 2016年電視劇《一統三國》：程相银飾演
- 2017年電視劇《軍師聯盟》：何翔飾演
- 2022年電視劇《風起隴西》：郭京飛飾演

### 漫畫遊戲
- 真三國無雙系列 / 無雙OROCHI系列（光榮公司開發，蒲田哲配音）
- 漫畫《蒼天航路》（王欣太）
- 漫畫《火鳳燎原》（陳某）:設定為新一代殘兵成員兼軍師，父親郭昂為上一代殘兵成員[8]，其後同為上一代殘兵成員的張雷所照顧，在官渡之戰篇以年幼時期登場和王雙拜祭小孟，於周瑜亡命篇時正式登場，與同組織成員王雙、燎原廣和黃皓關係友好，在行刺周瑜失敗後[9]為了避免曹家追究而安排燎原廣和黃皓去南方，王雙「投靠」周瑜靜待時機，並盡得周瑜信任，後被周瑜得悉詐降，在周瑜設計火攻下和王雙、賈詡困於大火中，幸得馬鈞及其設計的指南車逃離並會合曹真。

## 延伸阅读
[在维基数据编辑]
 《三國志/卷26》，出自陳壽《三國志》